# Orbisongs
Orbisongs es el sexto álbum de estudio del músico estadounidense Roy Orbison, publicado por la compañía discográfica Monument Records en 1965. Supone el último trabajo discográfico para Monument, publicado después del lanzamiento de There Is Only One Roy Orbison bajo su nuevo contrato con MGM Records, e incluyó una recopilación de sencillos como «Oh, Pretty Woman», una de las canciones más conocidas del músico, que alcanzó el número uno en las listas de éxitos de países como Estados Unidos, Australia, Canadá y Reino Unido. El álbum llegó al puesto 136 en la lista estadounidense Billboard 200.

## Lista de canciones
Cara A
1. "Oh, Pretty Woman" (Roy Orbison, Bill Dees) - 3:00
2. "Dance" (Orbison, Joe Melson) - 2:50
3. "(Say) You're My Girl" (Orbison, Dees) - 2:50
4. "Goodnight" (Orbison, Dees) - 2:32
5. "Nitelife" (Orbison, Melson) - 2:15
6. "Let the Good Times Roll" (Leonard Lee) - 2:40

Cara B
1. "(I Get So) Sentimental" (Orbison, Melson) - 2:41
2. "Yo Te Amo Maria" (Orbison, Dees) - 3:20
3. "Wedding Day" (Orbison, Melson) - 2:10
4. "Sleepy Hollow" (Dees) - 2:40
5. "22 Days" (Gene Pitney) - 3:10
6. "(I'd Be) A Legend in My Time" (Don Gibson) - 3:11

## Posición en listas
Álbum
| País           | Lista         | Posición |
| -------------- | ------------- | -------- |
| Estados Unidos | Billboard 200 | 136      |

Sencillos
| Sencillo                  | País           | Lista             | Posición |
| ------------------------- | -------------- | ----------------- | -------- |
| «Goodnight»               | Estados Unidos | Billboard Hot 100 | 21       |
| «Goodnight»               | Reino Unido    | UK Singles Chart  | 14       |
| «Let the Good Times Roll» | Estados Unidos | Billboard Hot 100 | 81       |